# Kongara Jaggayya
Kongara Jaggayya, född 31 december 1928 i Morampudi, en by nära Tenali i Guntur i Indien, död 5 mars 2004; (telugu: కొంగర జగ్గయ్య) transkriberat även som Jaggaiah, var en personlighet från Andhra Pradesh, Indien, mer känd som en telugutalande skådespelare i film och pjäser. Han var populärt känd som "Kanchu Kantam" Jaggayya (telugu: Kanchu=brons; Kantam=röst) för sin välkända röst.

## Tidigt liv
Jaggayya började skådespela vid elva års ålder med en roll som Lava i en hindipjäs. Som student gick han med i Kongresspartiet i Tenali som var inblandat i Indiens självstyreskamp vid den tiden.
Efter sin skolutbildning gick han med i Desabhimani ("patriot") som journalist. Senare arbetade han som redigerare på veckotidningen Andhra Republic. Han läste sedan vidare på Andhra-Christian College i Guntur där skådespelaren N. T. Rama Rao också studerade. De båda spelade tillsammans i flera pjäser; Jaggayya vann bland annat titeln "bästa skådespelare". Han utbildades i konstmålning av den kända konstnären Adivi Bapiraju. Efter att ha arbetat som lärare en tid blev han nyhetsuppläsare i Telugu på All India Radio under tre år i New Delhi.

## I film
Kongara Jaggayya debuterade i film med en roll som hjälten i Tripuraneni Gopichands Priyuralu (kärleksflickan). Filmerna gick inte speciellt bra. Han medverkade senare i filmerna Ardhangi och Bangaru Paapa, som gick betydligt bättre. Han var mycket aktiv inom Tollywood från 1950-talet. Han skådespelade fram till sin död. Han har haft flera roller som hjälte, medhjälpare, komiker med flera.

### Röst
Kongara Jaggayya var mycket känd för sin speciella röst och han medverkade i nästan 100 dubbade filmer. Han gav röst till Sivaji Ganesan i flera telugufilmer. Han dubbade också Richard Attenboroughs karaktär Hammond vid dubbandet av Jurassic Park.

## Politik
Jaggayya var aktiv inom politiken under sin ungdom och var medlem i den socialistiska gruppen inom Kongresspartiet. När gruppen upplöstes gick han med i Jayaprakash Narayans Praja Socialist Party, men återvände till Kongresspartiet 1956, när Jawaharlal Nehru ledde partiet. 1967 blev han invald som medlem i Lok Sabha, underhuset i Indiens parlament. Han blev därmed den första skådespelaren som valdes in i parlamentet.

## Priser och utmärkelser
- Padma Bhushan, av Indiens regering.
- Titeln "Kala vachaspathi"
- Hedersdoktor i litteratur vid Telugus universitet
- Titeln "Kalaimamani" av Tamil Naduregeringen
- Titeln "Kalaprapurna" av Andhras universitet
- Padandi Munduku (ungefär: "Fortsätt framåt!"), en film producerad av honom vann 50 000 rupier i pris av Andhra Pradeshs regering.

## Död
Kongara Jaggayya avled i Chennai 2004 på grund av hjärtproblem.